# Fuerza Naval del Ejército de Nicaragua
La Fuerza Naval del Ejército de Nicaragua è la componente navale delle forze armate dello Stato centroamericano del Nicaragua.
La Marina nicaraguense venne ufficialmente fondata come forza armata autonoma il 13 agosto 1980 dal governo del Fronte Sandinista di Liberazione Nazionale, salito la potere durante gli eventi della "rivoluzione sandinista", per quanto già la precedente Guardia Nacional de Nicaragua disponesse di un ridottissimo reparto navale. La Fuerza Naval rimase comunque la componente meno armata e più trascurata delle forze armate nicaraguensi, dovendo accontentarsi di un pugno di unità litoranee per la sorveglianza delle coste.

## Storia
Pienamente indipendente dal 1838 dopo la dissoluzione della Repubblica Federale del Centro America, come gli altri piccoli Stati dell'America centrale il Nicaragua dedicò inizialmente scarsissimo interesse alla costituzione di una vera e propria marina militare, preferendo limitarsi ad armare in caso di bisogno qualche unità navale mercantile salvo poi ritrasferirle alle attività civili quando le esigenze militari erano cessate; questo nonostante il paese disponesse di un'estesa linea costiera lunga 910 chilometri affacciata tanto sull'oceano Pacifico quanto sul Mar dei Caraibi, con in corso varie dispute sui confini marittimi con vicini quali Honduras, Costa Rica e Colombia. Tra il 1912 e il 1933 il paese fu oltretutto militarmente occupato dagli Stati Uniti e anche successivamente rimase una sorta di protettorato statunitense, potendo quindi godere della protezione della United States Navy per quanto riguardava le minacce dal mare.
Nel 1925, durante gli anni dell'occupazione statunitense, le forze armate nicaraguensi vennero ristrutturate come Guardia Nacional de Nicaragua, una forza che assommava a sé le funzioni sia dell'esercito che della polizia: più che il fronteggiare minacce dall'esterno, compito principale della Guardia era quello di fare da puntello al regime dittatoriale instaurato sul paese da Anastasio Somoza García e mantenuto dai suo successori. Equipaggiata e addestrata dagli Stati Uniti, la Guardia costituì una minuscola componente navale nota come "Marina de Guerra de la Guardia Nacional", equipaggiata alla fine degli anni 1940 con un paio di guardacoste e quattro motovedette con scafo in legno. Le politiche oppressive della famiglia Somoza portarono infine allo scoppio, nei primi anni 1960, di una vasta rivolta popolare guidata in particolare dal cosiddetto Fronte Sandinista di Liberazione Nazionale; gli Stati Uniti vararono un piano di consistenti aiuti militari alla Guardia Nacional, andato tuttavia a beneficio più che altro delle forze terrestri e aeree: la componente navale della Guardia, arrivata a contare circa 1200 effettivi tra cui un reparto di fanteria di marina, ricevette tra gli anni 1960 e gli anni 1970 solo un paio di motovedette e sei imbarcazioni minori dagli Stati Uniti, oltre a quattro moderne motovedette classe Dabur vendute da Israele.

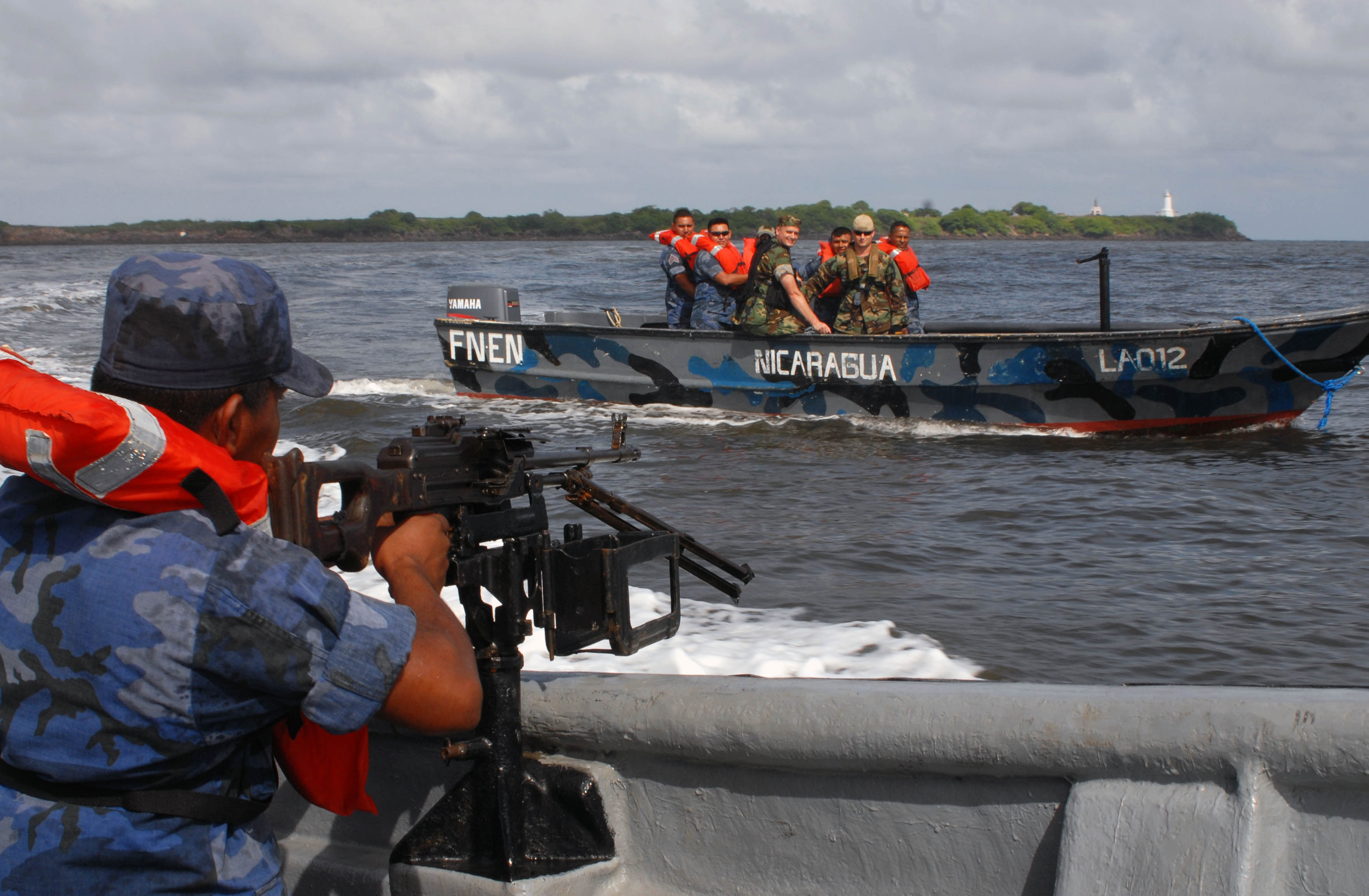
Motoscafi della Fuerza Naval nicaraguense impegnati in delle manovre di addestramento nel 2010

Il regime dittatoriale dei Somoza crollò nel 1979, e i guerriglieri dell'Ejército Popular Sandinista divennero il nuovo esercito nazionale del Nicaragua sotto il governo retto da Daniel Ortega. Politicamente allineato ai dettami del marxismo e del socialismo, il nuovo regime sandinista stabilì solide relazioni con l'Unione Sovietica e Cuba, ma dovette affrontare la lunga guerriglia die gruppi di "contras" armati e sostenuti dagli Stati Uniti, proseguito fino al 1990. Nell'ambito della riorganizzazione delle forze armate dopo la caduta della dittatura, il 13 agosto 1980 le forze navali furono costituite come forza armata autonoma sotto il nome di "Marina de Guerra Sandinista"; delle vecchie forze navali nicaraguensi fu possibile rimettere in servizio solo le quattro motovedette classe Dabur israeliane, ma tra il 1982 e il 1989 l'Unione Sovietica donò al Nicaragua undici moderne motovedette della classe Zhuk mentre la Corea del Nord fornì altre sedici unità della stessa categoria ricavate dalla conversione di vecchie motosiluranti. A cantieri navali francesi fu invece commissionata la costruzione di tre piccoli guardacoste.
Gli scontri con i contras negli anni 1980 costarono alla Marina Sandinista l'affondamento di un guardacoste e due motovedette classe Dabur. Dopo che gli Stati Uniti lanciarono una campagna illegale di posa di mine navali nelle acque territoriali nicaraguensi, l'Unione Sovietica fornì al Nicaragua tra il 1984 e il 1985 quattro dragamine della classe Yevgenya mentre la Polonia consegnò altrettanti motodragamine costieri; uno dei dragamine venne gravemente danneggiato dallo scoppio di una mina, mentre un altro dragamine e due motovedette classe Zhuk fecero naufragio dopo essere state investite da un uragano nell'ottobre 1989.
Dopo la fine del conflitto nel 1990 e la normalizzazione dei rapporti con gli Stati Uniti, le forze armate nicaraguensi furono smobilitate e trasformate in un più ridotto corpo professionistico. Dai 3000 effettivi toccati nel periodo finale della guerra contro i contras, la Marina de Guerra fu ridotta a circa 750 uomini impegnati in un servizio militare volontario; nel 1995 la forza armata assunse quindi l'attuale designazione di Fuerza Naval del Ejército de Nicaragua. Quasi tutte le imbarcazioni fornite dal Blocco orientale furono radiate dai ranghi entro il 2000 a causa della mancanza di pezzi di ricambio, e la Fuerza Naval dovette accontentarsi di mettere in campo un piccolo nucleo di unità costiere: altre tre motovedette classe Dabur furono acquistate da Israele nel 1996, mentre nel 2007 furono acquistate in Spagna quattro moderne motovedette classe Rodman-101; le unità maggiori in servizio divennero due pattugliatori tipo Damen Stan Patrol 4207, costruiti nei Paesi Bassi per conto della Giamaica nel 2005-2006 e da questa venduti al Nicaragua nel 2019.